# Tissemsilt
Tissemsilt (en bereber: ⵜⵉⵙⵎⵙⵉⵍⵜ; en árabe: تسمسيلت‎) es una ciudad de Argelia. Es la capital de la provincia del mismo nombre, y se sitúa a unos 200 km de Argel, la capital del país.